# غاري ستيفنز (ممثل)
غاري ستيفنز (بالإنجليزية: Gary Stevens)‏ هو فارس وممثل أمريكي، ولد في 6 مارس 1963 في الولايات المتحدة. من الجوائز التي نالها Best Jockey ESPY Award ‏ سنة 1998 وEclipse Award for Outstanding Jockey ‏ سنة 1998 وGeorge Woolf Memorial Jockey Award ‏ سنة 1996 وMike Venezia Memorial Award ‏.

## أعمال

### أفلام
- (2003) سيبيسكيت[5]

## جوائز وترشيحات
جوائز
- Best Jockey ESPY Award [الإنجليزية]‏ (1998)
- Eclipse Award for Outstanding Jockey [الإنجليزية]‏ (1998)
- George Woolf Memorial Jockey Award [الإنجليزية]‏ (1996)
- Mike Venezia Memorial Award [الإنجليزية]‏

ترشيحات
- Best Jockey ESPY Award [الإنجليزية]‏ (2002)
- جائزة نقابة ممثلي الشاشة عن الأداء المتميز من قبل الممثلين في السينما [الإنجليزية]‏، عن عمل: سيبيسكيت (2004)

## وصلات خارجية
- غاري ستيفنز على موقع IMDb (الإنجليزية)
- غاري ستيفنز على موقع الموسوعة البريطانية (الإنجليزية)
- غاري ستيفنز على موقع إن إن دي بي (الإنجليزية)
- غاري ستيفنز على موقع قاعدة بيانات الفيلم (الإنجليزية)
- غاري ستيفنز على موقع كينوبويسك (الروسية)